# Байгетобинський сільський округ
Байгетоби́нський сільський округ (каз. Бәйгетөбе ауылдық округі, рос. Байгетобинский сельский округ) — адміністративна одиниця у складі Макатського району Атирауської області Казахстану. Адміністративний центр — село Байгетобе.
Населення — 1838 осіб (2021; 0 у 2009, 0 у 1999, 155 у 1989).
Станом на 1989 рік існували Макатська селищна рада (смт Макат, Роз'їзд 377, Роз'їзд 402, Роз'їзд 472) та Іскінінська селищна рада (смт Іскінінський, селища Іскіне, Роз'їзд 469). 1993 року утворені Макатська селищна адміністрація (селище Макат) та Іскінинська селищна адміністрація (селище Іскене). 2013 року зі складу селища Макат виділяється село Байгетобе, утворюється Байгетобинський сільський округ площею 36,00 км², селище Іскене та Іскінинська селищна адміністрації ліквідовуються, частина селища Іскене — селище при залізничній станції (колишнє селище Іскіне) — переходить до складу Доссорської селищної адміністрації. 2017 року було утворено село Єскене (колишнє селище при залізничній станції Іскіне).

## Склад
До складу округу входять такі населені пункти:
| Населений пункт | Колишні назви | Населення, осіб (1989) | Населення, осіб (1999) | Населення, осіб (2009) | Населення, осіб (2021) |
| --------------- | ------------- | ---------------------- | ---------------------- | ---------------------- | ---------------------- |
| Байгетобе, село | Байгатюбе     | -                      | -                      | -                      | 1577                   |
| Єскене, село    | Іскіне        | 155                    | -                      | -                      | 261                    |